# El cel ens cau al damunt
El cel ens cau al damunt (títol original en francès: Le Ciel lui tombe sur la Tête) és el trenta-tresè volum de la sèrie Astèrix el gal amb guió i il·lustracions d'Albert Uderzo. Va ser publicat el 14 d'octubre de 2005.
L'àlbum va ser creat per Uderzo en part com a tribut a Walt Disney, que afirma que el va inspirar a convertir-se en artista. Va rebre força males crítiques per part dels fans en tractar-se d'un àlbum molt atípic, que se surt dels cànons típics de la série i amb un estil menys treballat. També va ser criticada l'aparició d'extraterrestres i de fenòmens paranormals. El còmic té també una clara inspiració en el manga i en els còmics nord-americans pel que fa a l'estil i el tipus de personatges.
En català, l'obra va sortir amb una errada al títol "El cel s'ens cau al damunt" i la primera edició va haver de ser retirada enmig d'un gran rebombori. L'editorial va atribuir l'errada a un error humà degut a les presses de la publicació.